# Martin Bettinger

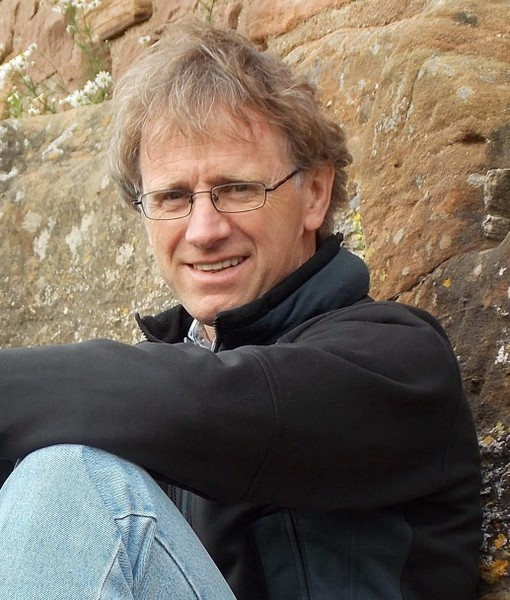
Martin Bettinger

Martin Bettinger (* 1957 in Neunkirchen/Saar) ist ein deutscher Schriftsteller.

## Leben
Bettinger studierte Philosophie und Germanistik  für das Lehramt an Gymnasien in Saarbrücken und  Freiburg im Breisgau. Nach dem Referendariat schied er aus dem Schuldienst aus und war zeitweilig als Dachdeckergehilfe tätig. Bettinger veröffentlichte zwischen 1986 und 2014 mehrere Romane, Kurzgeschichten, Erzählungen  und einen  Gedichtband. Seit 1989 lebte Bettinger als freier Autor in Saarbrücken, ab 2001 in Berlin. Zwischen 1994 und 2006 hielt er sich regelmäßig für längere Zeit zum Schreiben in Neuseeland auf. Seit 2006 lebt Martin Bettinger wieder im Saarland. Er ist inzwischen auch als Berg- und Skiführer sowie in der Erlebnispädagogik tätig. „Bücher und Berge“ bezeichnet Bettinger als seine großen Interessen. Seine Bücher erschienen bei Fischer, Econ & List sowie den unabhängigen Verlagen Gollenstein und Conte.

## Werke
- Der Himmel ist einssiebzig groß. Roman. Fischer 1986, ISBN 3-596-27573-3
- Dachschaden. Gedichte. Gollenstein 1994, ISBN 3-930008-01-7
- Der Panflötenmann. Roman. Econ & List 1999, ISBN 3-612-27595-X
- Engelsterben. Roman. Gollenstein 2006, ISBN 3-938823-14-3
- Die Liebhaber meiner Frau. Roman. Conte 2009, ISBN 978-3-941657-03-8
- Wo der Tag beginnt – Storys aus Neuseeland. Kurzgeschichten. Conte 2012, ISBN 978-3-941657-73-1
- Ein Galgen für meinen Vater. Roman. Conte 2014, ISBN 978-3-95602-010-0
- Ein Galgen für meinen Vater. Hörbuch, gelesen vom Autor, Conte 2015, ISBN 978-3-95602-059-9

## Auszeichnungen
- 1995 Jury-Preis des Luxemburger Schriftstellerverbandes beim Wettbewerb „Luxemburg, europäische Kulturstadt“.
- 1996 Best-Story-Preis bei der Live Poets’ Night in Christchurch (Neuseeland)
- 1999 Gustav-Regler-Förderpreis des Saarländischen Rundfunks
- 2001 Hans-Bernhard-Schiff-Literaturpreis
- 2003 Bird´s Clearing Award der Stadt Nelson (Neuseeland)
- 2006 „Writer in Residence“ am SLF College in Wellington (Neuseeland)